# John Fauvel
Pour les articles homonymes, voir Fauvel.
John Fauvel (21 juillet 1947 - 12 mai 2001) est un mathématicien et historien des mathématiques britannique. 

## Formation et carrière
Fauvel est originaire d'Écosse, où son père était directeur d'école, et il est scolarisé au Trinity college, à Glenalmond, puis il a étudié les mathématiques à l'université de l'Essex, où il obtient sa licence en 1970, et à l'université de Warwick, où il obtient sa maîtrise en 1973. En 1977, il obtient  son doctorat de l'université de Warwick sous la direction de David Orme Tall, avec une thèse intitulée « Fuzzy Theory ». À partir de 1974, il travaille à l'Open University, en tant que professeur à partir de 1979. 

## Travaux
Fauvel est également largement connu comme auteur de livres sur l'histoire des mathématiques, dont plusieurs ont été traduits. 
De 1991 à 1994, il est président de la Société britannique d'histoire des mathématiques et il a également publié son bulletin d'information. 
De 1992 à 1996, il dirige un groupe d'étude international sur les relations entre histoire et pédagogie des mathématiques, qui est affilié à la Commission internationale de l'enseignement mathématique (ICMI), et en 2000 il a co-dirigé une étude importante de l'ICMI. En 1998, il est conférencier invité par la New Zealand Mathematical Society.
Il a été chercheur en visite au département de mathématiques du Colorado College à plusieurs occasions, dont une à l'aide d'une bourse Fulbright durant l'hiver et le printemps 1999.

## Publications
- (en) John Fauvel, Raymond Flood et Robin Wilson, Music and Mathematics : From Pythagoras to Fractals, Oxford University Press, 2003, 189 p. (ISBN 0-19-929893-9, lire en ligne),  (ISBN 0-19-851187-6).
- (en) John Fauvel, Raymond Flood et Robin Wilson, Oxford Figures : 800 Years of the Mathematical Sciences, Oxford, Oxford University Press, 2000, 296 p. (ISBN 0-19-852309-2), lire en ligne.
- Let Newton be!, éd. par John Fauvel, Raymond Flood, Michael Shortland et Robin Wilson, Oxford University Press , 1988.
- Möbius and his band : mathematics and astronomy in nineteenth-century Germany, éd. par John Fauvel, Raymond Flood et Robin Wilson, Oxford University Press, 1993.
- avec Jeremy Gray : The history of mathematics. A reader. Macmillan 1987,  (ISBN 0333427912)
- Mathematics through history - a source book. Livres QED.
- avec Bengt Johansson, Frank Swetz, Otto Bekken et Victor J. Katz : Learn from the Masters, MAA 1994.
- (en) John Fauvel, « Remembering Charles Babbage (1791–1871) », Interdisciplinary Science Reviews, vol. 17, no 4,‎ décembre 1992, p. 304-308 (DOI 10.1179/ISR.1992.17.4.304)